# Bulgarische Eishockeyliga 1991/92
Die Saison 1991/92 war die 40. Spielzeit der bulgarischen Eishockeyliga, der höchsten bulgarischen Eishockeyspielklasse. Meister wurde zum insgesamt zehnten Mal in der Vereinsgeschichte der HK Lewski Sofia.

## Modus
In der Hauptrunde absolvierte jede der fünf Mannschaften insgesamt 24 Spiele. Die beiden Erstplatzierten der Hauptrunde qualifizierten sich für das Meisterschaftsfinale. Für einen Sieg erhielt jede Mannschaft zwei Punkte, bei einem Unentschieden gab es einen Punkt und bei einer Niederlage null Punkte.

## Hauptrunde
|    | Klub             | Sp | S  | U | N  | Tore    | Punkte |
| -- | ---------------- | -- | -- | - | -- | ------- | ------ |
| 1. | HK Lewski Sofia  | 24 | 21 | 2 | 1  | 188:49  | 44     |
| 2. | HK Slawia Sofia  | 24 | 15 | 5 | 4  | 178:64  | 35     |
| 3. | Metallurg Pernik | 24 | 12 | 0 | 12 | 138:123 | 24     |
| 4. | HK ZSKA Sofia    | 24 | 7  | 3 | 14 | 100:122 | 17     |
| 5. | Akademik Sofia   | 24 | 0  | 0 | 24 | 41:287  | 0      |

Sp = Spiele, S = Siege, U = unentschieden, N = Niederlagen, OTS = Overtime-Siege, OTN = Overtime-Niederlage, SOS = Penalty-Siege, SON = Penalty-Niederlage

## Finale
- HK Slawia Sofia – HK Lewski Sofia 1:2 (2:4, 6:3, 1:5)

## Auszeichnungen
Zum besten Torhüter der Saison wurde Konstantin Michailow von Meister Lewski Sofia gewählt. Bester Verteidiger war Istalian Zarew vom Vizemeister Slawia Sofia und bester Stürmer Dimitar Stoitschkow von ZSKA Sofia. Sergej Kudiaschew von Metallurg Pernik war Topscorer der Liga.